# Valeria (serie de televisión)
Valeria es una serie española original de Netflix, basada en las novelas de Elísabet Benavent. Se estrenó el 8 de mayo de 2020. Antes del lanzamiento de su primera temporada, Netflix ya había anunciado el desarrollo de una segunda, estrenada el 13 de agosto de 2021. El 28 de octubre de 2021 se confirmó que la serie contaría con una tercera temporada, estrenada el 2 de junio de 2023. El 12 de marzo de 2024 Netflix anunció de forma oficial que se produciría una cuarta y última temporada basada en el cuarto y último libro de la saga.
La serie cuenta con la distinción de ser la primera en el audiovisual español en estar íntegramente escrita y dirigida por mujeres. Protagonizada por Diana Gómez, Paula Malia, Silma López y Teresa Riott, entre otros, está producida por Plano a Plano

## Sinopsis
La serie cuenta las aventuras y el recorrido de una escritora llamada Valeria, la cual atraviesa una crisis en su matrimonio y a nivel personal. Ante estas situaciones que está viviendo, decide hacer grandes cambios en su vida que la llevarán por un nuevo camino, tanto a ella como a sus mejores amigas Carmen, Lola y Nerea.

## Reparto

### Reparto principal
- Diana Gómez como Valeria Férriz Henares (Temporada 1 - Temporada 4)
- Silma López como Lola (Temporada 1 - Temporada 4)
- Paula Malia como Carmen (Temporada 1 - Temporada 4)
- Teresa Riott como Nerea Bernal (Temporada 1 - Temporada 4)
- Maxi Iglesias como Víctor Andradas (Temporada 1 - Temporada 4)
- Juanlu González como Borja (Temporada 1 recurrente - Temporada 4)
- Ibrahim Al Shami como Adrián J. Moreno (Temporada 1 - Temporada 2)
- Federico Aguado como Bruno Aguilar (Temporada 3 - Temporada 4)

### Reparto secundario
- Ruth Llopis como Rebeca Férriz Henares (Temporada 1 - Temporada 3)
- Raquel Ventosa como Olga (Temporada 1 - Temporada 2)
- Máximo Pastor como Dani (Temporada 1 - Temporada 2, Temporada 4)
- Godeliv Van den Brandt como Alicia (Temporada 1 - Temporada 2)
- Eva Martín como Chus (Temporada 1 - Temporada 4)
- Mona Martínez como Jefa de Carmen (Temporada 1 - Temporada 2)
- Laura Corbacho como Miriam (Temporada 1 - Temporada 3)
- María Morales como Virginia (Temporada 1 - Temporada 2)
- Cris Iglesias como Gloria (Temporada 1 - Temporada 2)
- Enric Benavent como Fernando Férriz (Temporada 1 - Temporada 2)
- Inma Sancho como Madre de Valeria (Temporada 1 - Temporada 2)
- Melisa Fernández como Compañera de Carmen (Temporada 1)
- Mero González como Zaida (Temporada 1)
- Julia Molins como Cris (Temporada 1)
- Fernando González como Juan (Temporada 1)
- Lluís Villanueva como Padre de Lola (Temporada 1)
- Esperanza Guardado como Lidia (Temporada 1)
- Dominga Bofill como Noe (Temporada 1)
- Nani Jiménez como Virginia (Temporada 2)[3]
- Nicolás Coronado como Carlos (Temporada 2)[3]
- Ángel Hidalgo como Víctor Andradas (Temporada 2)
- Marta Guerras como Carolina Andradas (Temporada 2)
- Tito Asorey como Joaquín Orta (Temporada 2)
- Adeline Flaun como Jefa de Nerea (Temporada 2)
- José Pastor como Rai (Temporada 3 - Temporada 4)
- Alexandra Masangkay como Nuria (Temporada 3)

#### Con la colaboración especial de
- Aitor Luna como Sergio (Temporada 1 - Temporada 2)
- Ana Labordeta como Madre de Nerea (Temporada 1; Temporada 3)
- Natalia Millán como Madre de Víctor (Temporada 2 - Temporada 4)
- Luna Miguel como Ella misma (Temporada 2)

### Reparto episódico
- Agus Ruiz como Jefe de Adrián (Temporada 1)
- Elísabet Benavent como Escritora Cafetería (Temporada 1)
- Ángel de Miguel como José (Temporada 1)
- Jimmy Castro como Amigo de Adrián (Temporada 1)
- Francisco Dávila como Amigo de Adrián (Temporada 1)
- Jorge Suquet como Jaime (Temporada 1)
- Sofía Valdés como Valeria Niña (Temporada 1)
- Noah Redondo como Rebeca Niña (Temporada 1)
- Juan Caballero como Compañero de Carmen (Temporada 1)
- Monika Kowalska como Inquilina Lola (Temporada 1)
- Javier Lago como Padre de Nerea (Temporada 1)
- Paco Manzanedo como Jorge Rubio (Temporada 1)
- Songa Park como Compañera de Nerea (Temporada 2)
- Andrea Guasch como Aina Andradas (Temporada 2)

#### Con la colaboración especial de
- Mery Turiel como Influencer (Temporada 2)

## Capítulos
| Temporada | Temporada | Episodios | Episodios | Lanzamiento original  | Lanzamiento original  | Lanzamiento original |
| Temporada | Temporada | Episodios | Episodios | Primera emisión       | Última emisión        | Cadena               |
| --------- | --------- | --------- | --------- | --------------------- | --------------------- | -------------------- |
|           | 1         | 8         | 8         | 8 de mayo de 2020     | 8 de mayo de 2020     | Netflix              |
|           | 2         | 8         | 8         | 13 de agosto de 2021  | 13 de agosto de 2021  | Netflix              |
|           | 3         | 8         | 8         | 2 de junio de 2023    | 2 de junio de 2023    | Netflix              |
|           | 4         | 6         | 6         | 14 de febrero de 2025 | 14 de febrero de 2025 | Netflix              |

### Temporada 1 (2020)
| N.º en serie | N.º en temp. | Título               | Dirigido por  | Escrito por                                 | Fecha de lanzamiento original |
| ------------ | ------------ | -------------------- | ------------- | ------------------------------------------- | ----------------------------- |
| 1            | 1            | «La impostora»       | Inma Torrente | María López Castaño                         | 8 de mayo de 2020             |
| 2            | 2            | «Señales»            | Inma Torrente | Aurora Gracia Tortosa                       | 8 de mayo de 2020             |
| 3            | 3            | «Alaska»             | Inma Torrente | Almudena Ocaña                              | 8 de mayo de 2020             |
| 4            | 4            | «La charca»          | Nely Reguera  | Aurora Gracia Tortosa                       | 8 de mayo de 2020             |
| 5            | 5            | «Mr. Xampi»          | Nely Reguera  | Fernanda Eguiarte                           | 8 de mayo de 2020             |
| 6            | 6            | «La regadera»        | Nely Reguera  | Almudena Ocaña                              | 8 de mayo de 2020             |
| 7            | 7            | «El paquete»         | Inma Torrente | Aurora Gracia Tortosa                       | 8 de mayo de 2020             |
| 8            | 8            | «Puntos suspensivos» | Inma Torrente | Aurora Gracia Tortosa y María López Castaño | 8 de mayo de 2020             |

### Temporada 2 (2021)
| N.º en serie | N.º en temp. | Título                           | Dirigido por  | Escrito por                     | Fecha de lanzamiento original |
| ------------ | ------------ | -------------------------------- | ------------- | ------------------------------- | ----------------------------- |
| 9            | 1            | «Dejar de huir»                  | Inma Torrente | Marina Pérez y Montaña Marchena | 13 de agosto de 2021          |
| 10           | 2            | «Si no sabes qué hacer, escribe» | Inma Torrente | Marina Pérez y Montaña Marchena | 13 de agosto de 2021          |
| 11           | 3            | «Un libro no es un libro»        | Laura Campos  | Marina Pérez y Montaña Marchena | 13 de agosto de 2021          |
| 12           | 4            | «Expuesta»                       | Laura Campos  | Marina Pérez y Montaña Marchena | 13 de agosto de 2021          |
| 13           | 5            | «Fundición»                      | Inma Torrente | Marina Pérez y Montaña Marchena | 13 de agosto de 2021          |
| 14           | 6            | «Tortilla challenge»             | Laura Campos  | Marina Pérez y Montaña Marchena | 13 de agosto de 2021          |
| 15           | 7            | «Titilar»                        | Inma Torrente | Marina Pérez y Montaña Marchena | 13 de agosto de 2021          |
| 16           | 8            | «Reflejo»                        | Inma Torrente | Marina Pérez y Montaña Marchena | 13 de agosto de 2021          |

### Temporada 3 (2023)
| N.º en serie | N.º en temp. | Título          | Dirigido por    | Escrito por                     | Fecha de lanzamiento original |
| ------------ | ------------ | --------------- | --------------- | ------------------------------- | ----------------------------- |
| 17           | 1            | «La despedida»  | Inma Torrente   | Marina Pérez y Montaña Marchena | 2 de junio de 2023            |
| 18           | 2            | «Equilibrio»    | Inma Torrente   | Marina Pérez y Montaña Marchena | 2 de junio de 2023            |
| 19           | 3            | «Fin»           | Laura M. Campos | Marina Pérez y Montaña Marchena | 2 de junio de 2023            |
| 20           | 4            | «Yo estaba ahí» | Laura M. Campos | Marina Pérez y Montaña Marchena | 2 de junio de 2023            |
| 21           | 5            | «Comerte»       | Inma Torrente   | Marina Pérez y Montaña Marchena | 2 de junio de 2023            |
| 22           | 6            | «Las palabras»  | Inma Torrente   | Marina Pérez y Montaña Marchena | 2 de junio de 2023            |
| 23           | 7            | «Hacerse mayor» | Laura M. Campos | Marina Pérez y Montaña Marchena | 2 de junio de 2023            |
| 24           | 8            | «La decisión»   | Laura M. Campos | Marina Pérez y Montaña Marchena | 2 de junio de 2023            |

### Temporada 4 (2025)
| N.º en serie | N.º en temp. | Título                     | Dirigido por    | Escrito por                     | Fecha de lanzamiento original |
| ------------ | ------------ | -------------------------- | --------------- | ------------------------------- | ----------------------------- |
| 25           | 1            | «Non-player Character»     | Laura M. Campos | Marina Pérez y Montaña Marchena | 14 de febrero de 2025         |
| 26           | 2            | «La luz»                   | Laura M. Campos | Marina Pérez y Montaña Marchena | 14 de febrero de 2025         |
| 27           | 3            | «Responsabilidad afectiva» | Marina Pérez    | Marina Pérez y Montaña Marchena | 14 de febrero de 2025         |
| 28           | 4            | «Pide un deseo»            | Marina Pérez    | Marina Pérez y Montaña Marchena | 14 de febrero de 2025         |
| 29           | 5            | «Feria»                    | Laura M. Campos | Marina Pérez y Montaña Marchena | 14 de febrero de 2025         |
| 30           | 6            | «Aquí y ahora»             | Laura M. Campos | Marina Pérez y Montaña Marchena | 14 de febrero de 2025         |

## Producción
En febrero de 2019 se anunció el rodaje de una nueva serie para Netflix, que adapta la saga de libros protagonizada por el personaje homónimo creado por Elísabet Benavent. La autora del libro ha formado parte activa del proceso de producción, participando en los tratamientos de los primeros guiones, así como en la selección del reparto y los castings. En julio del mismo año se anunció el reparto principal de la serie: Diana Gómez como la protagonista principal Valeria, que cuenta con tres grandes amigas: Lola (Silma López), Carmen (Paula Malia) y Nerea (Teresa Riott). Ibrahim Al Shami interpreta a Adrián, el marido de Valeria, y Maxi Iglesias al misterioso Víctor. En octubre del 2019, cuando ya se llevaba varios meses en el rodaje, se sustituyó a Benjamín Alfonso por Maxi Iglesias en el papel de Víctor.
El 18 de junio de 2020, Netflix confirmó la producción de una segunda temporada que se estrenó el 13 de agosto de 2021.
El 28 de octubre de 2021 Netflix confirmó la renovación para lo que suponía ser la tercera y última temporada, estrenada el 2 de junio de 2023. 
Para sorpresa del público el 12 de marzo de 2024, se anuncia en las redes sociales de Netflix que la serie fue renovada para lo que ahora sí es su cuarta y última temporada. Se estrenará el 14 de febrero de 2025.

## Premios
- Premio Iris 2023 a la Mejor Dirección de Ficción Antonio Mercero, a Inma Torrente y Laura M. Campos, directoras de Valeria. [8]